# Albemarle Sound
Albemarle Sound is een riviermonding en baai aan de oostkust van de Verenigde Staten van Amerika waarin een groot aantal rivieren en riviertjes uitkomen waaronder de Chowan en de Roanoke. De baai is 80 km lang en tussen de 8 en 23 km breed. Het stroomgebied beslaat een klein deel van de kust van zuidoost Virginia en een significant deel van het noordoosten van North Carolina. Albemarle Sound ligt op de grens van de counties Chowan, Perquimans, Pasquotank, Camden en Currituck langsheen de noordelijke oever en Bertie, Washington, Tyrrell en Dare langsheen de zuidelijke oever. De baai is verbonden met de noordelijk gelegen Chesapeake Bay via de rivier North Landing, het Dismal Swamp Canal, het Albemarle Chesapeake Canal en de Elisabeth rivier die in de Chesapeake uitmondt.

## Rivieren
Albemarle Sound wordt gescheiden van de Atlantische Oceaan door de Outer Banks. Het zoete water van de rivieren vermengt zich in de Sound met het zeewater van de oceaan. Grotere rivieren die in de baai uitmonden zijn onder andere Chowan, Roanoke, Scuppernong, Alligator, Cashie, Perquimans, Little River, Currituck en de Pasquotank. Voorts stromen er tal van kleinere riviertjes in de baai zoals de Conaby Creek, Grennel Creek, Broad Creek, Deep Creek, Bunton Creek, Kendrick Creek, Eastmost, Salmon Creek, Pembroke Creek, Queen Anne Creek, Bethel Creek, Yeopim Creek, Minzies Creek, Big Flatty Creek.

## Geschiedenis
Voordat de Europeanen in het gebied van de Albemarle Sound kwamen werd het bewoond door de Algonquian-indianen die met boomstamkano's jacht maakten op vis. In 1586 zeilde de Europese ontdekkingsreiziger Ralph Lane het water van de Albemarle Sound op. De baai werd uiteindelijk genoemd naar George Monck, Hertog van Albemarle.
Een halve eeuw later verschenen de eerste kolonisten uit Virginia die landbouw- en handelskolonies opzetten langs de oevers van de riviermond. De Albemarle Sound werd al snel een belangrijke doorvaart voor kleine handelsschepen, de zogenaamde Coasters, die goederen transporteerden van en naar de kolonies en voor de grotere handelsschepen die kruiden, zijde en suiker van Indië brachten in ruil voor producten zoals tabak (een belangrijk exportproduct van de zuidelijke kolonies), haring en hout. Het algemene vervoermiddel door de moerassen rond de Albemarle Sound was de veerboot. Tussen Edenton op de noordelijke oever en Mackeys op de zuidelijke oever was van 1734 tot 1938 een veerbootdienst. Deze werd uit de vaart genomen toen de eerste brug over de Albemarle Sound werd gebouwd.
Tegenwoordig worden de beide oevers van de Sound met elkaar verbonden door drie bruggen waarvan één enkel voor het spoor wordt gebruikt. De visvangst vormde eens een belangrijke industrie in de Albemarle Sound. Als gevolg van overbevissing in de afgelopen jaren is de vispopulatie met zeventig procent afgenomen.